# SM U-54 (1916)
SM U-54 – niemiecki okręt podwodny typu U-51 zbudowany w Kaiserliche Werft w Gdańsku w latach 1915-1916. Wodowany 22 lutego 1916 roku, wszedł do służby w Cesarskiej Marynarce Wojennej 25 maja 1916 roku. Służbę rozpoczął w II Flotylli, a jego dowódcą został kapitan Volkhard von Bothmer. U-54 w czasie dwunastu patroli zatopił 26 statków o łącznej pojemności 66 713 BRT,  jeden okręt wojenny o wyporności 1290 BRT, oraz uszkodził 4 statki o łącznej pojemności 17 847 BRT. 2 lipca 1916 roku okręt został przydzielony do II Flotylli. 
Pierwszym zatopionym statkiem był norweski żaglowiec o pojemności 453 BRT, 3 lutego 1917 roku około 100 mil na południowy zachód od Fastnet Rock. Statek płynął z ładunkiem drewna z Jamajki do Fleetwood. 
20 maja 1917 roku Volkhard von Bothmer został dowódcą SM UC-23, a na jego miejsce przyszedł kapitan Kurt Heeseler, który był dowódcą do 22 marca 1918 roku. Za jego kadencji U-54 zatopił 12 statków oraz 1 uszkodził. 3 lipca 1917 roku w odległości około 120 mil od wyspy Tory U-54 uszkodził brytyjski tankowiec SS „San Lorenzo” o pojemności 9607 BRT. 
23 lipca 1917 roku około 270-290 mil na południowy zachód od Fastnet Rock U-54 zatopił dwa brytyjskie parowce: SS „Ashleigh” o pojemności 6985 BRT oraz SS „Huelva” o pojemności 4867 BRT. Oba statki płynęły z ładunkiem węgla z Newport.
16 lipca 1918 roku U-54 storpedował brytyjski okręt wojenny HMS „Anchusa”. Wyniku ataku zginęło 78 członków załogi.
23 marca 1918 roku na stanowisku dowódcy okrętu Volkhard von Bothmer został zastąpiony przez kapitana Hellmutha von Ruckteschella. Pod jego dowództwem U-54 zatopiła 6 statków oraz jedne uszkodził.
24 listopada 1918 roku U-54 został poddany we Włoszech. W maju 1919 roku okręt został zniszczony.